# Drimia uranthera
Drimia uranthera là một loài thực vật có hoa trong họ Măng tây. Loài này được (R.A.Dyer) J.C.Manning & Goldblatt mô tả khoa học đầu tiên năm 2000.